# Proprioseiopsis eurynotus
Proprioseiopsis eurynotus är en spindeldjursart som först beskrevs av van der Merwe 1968.  Proprioseiopsis eurynotus ingår i släktet Proprioseiopsis och familjen Phytoseiidae. Inga underarter finns listade i Catalogue of Life.